# Truckee Meadows
Truckee Meadows – dolina w północnej Nevadzie w Stanach Zjednoczonych. Na jej terenie znajdują się miasta Sparks i Reno. Zajmuje ok. 10 mil kwadratowych. Na południe od niej leży Dolina Washoe. W północnej części znajdują się serie mniejszych dolin nazywanych „North Valleys”.
Nazwa pochodzi od rzeki Truckee, która przecina dolinę z zachodu na wschód.